# Takahashi Korekiyo
Tử tước Takahashi Korekiyo (高橋 是清 (Cao Kiều Thị Thanh)) (27 tháng 7 năm 1854 - 26 tháng 2 năm 1936) là một chính trị gia và là thủ tướng thứ 20 (13 tháng 11 năm 1921 - 12 tháng 6 năm 1922) của Nhật Bản. Ông được biết đến là một chuyên gia tài chính trong suốt sự nghiệp chính trị của mình.